# Sergey Klimenko
Pour les articles homonymes, voir Klimenko.
Sergey Klimenko est un chercheur de l'université de Floride qui réalisa la première détection des ondes gravitationnelles, le 14 septembre 2015, avec un algorithme basé sur l'analyse temps-fréquence.